# 順手炮
順手炮（じゅんしゅほう、シュンシォゥパオ）または順炮は、シャンチーの四大布局の1つである。具体的には、先手が初手で炮二平五（中炮局）と指した時に、後手は砲8平5と応える。後手が先手と同じ側の炮を動かして同じく中炮に構えるためこの名がある。攻撃性が特徴である。明代の棋譜『橘中秘』は中炮局の研究、特に順手炮の研究において重要な古典と見なされている。順手炮および逆手炮の目的は、相手の中炮と釣り合いを取ることであり、これは「鬥炮局」（闘炮局）に分類される。
順手炮は主導権を取る攻撃的な戦法であり、変化は大きく、相手の手によって変化する。例えば、（馬二進三）、（兵三進一）、（炮八平六）、（炮八進四）といった進行がある。現在、大多数の人々は順手炮と共に（馬二進三）と（車一平二）を使うのを好む。

## 定跡
順手炮には大きく3つの定跡、順手炮直車、順手炮横車、順手炮緩出車がある。

### 順手炮直車

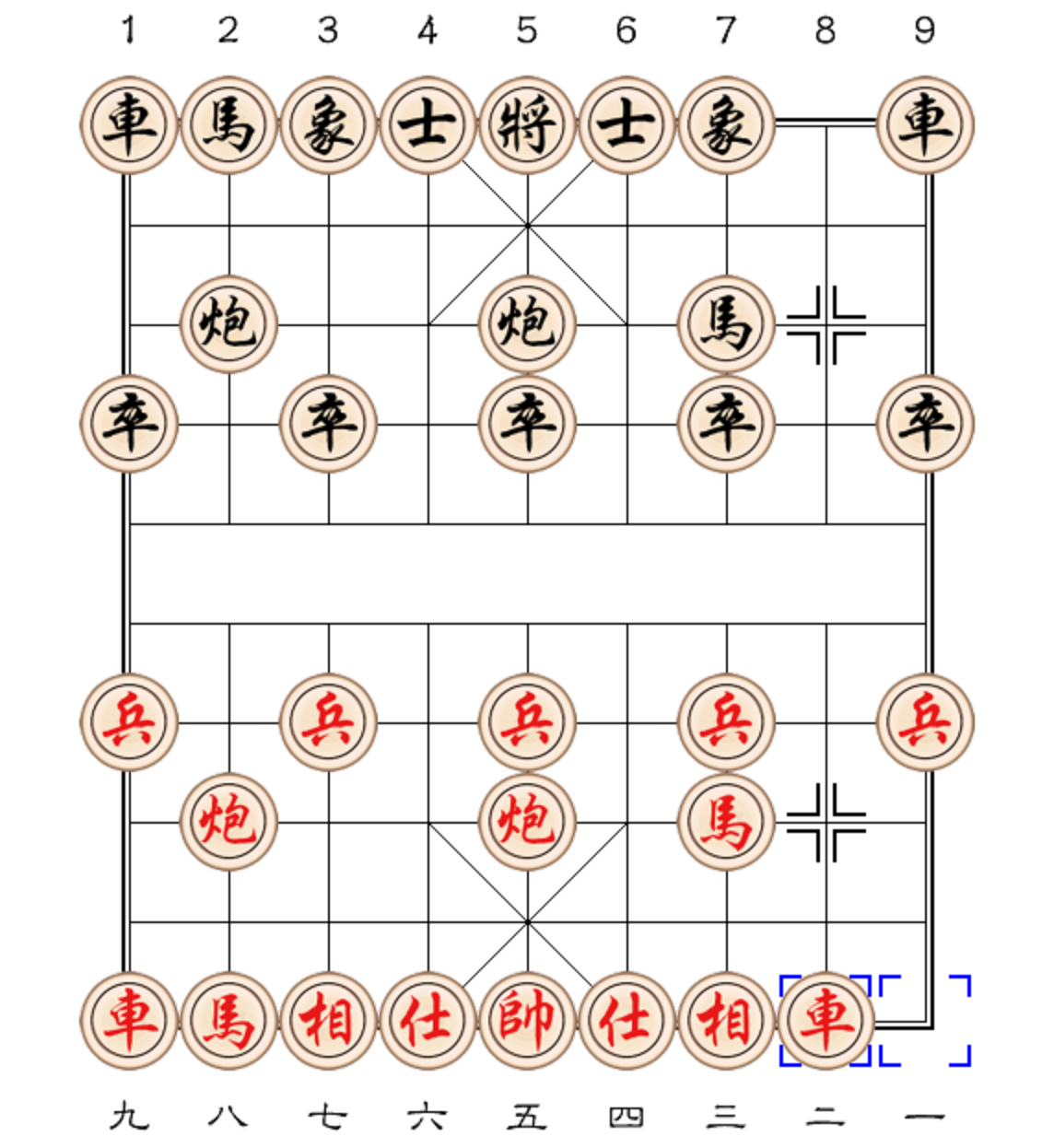
順手炮直車

順手炮直車は火炮戦の中で最も人気のある戦形である。順手炮横車よりも車を攻撃に使いやすいと考えられている。

#### 順手炮直車における変化
順手炮直車には多くの変化が存在する。以下が3つの基本形である。
巡河車
最も人気がある。「巡河」は一方の駒（大抵は炮か車）が自陣の河の上に位置すること。
過河車
長い歴史を持つ古典的な戦形であり、今でも多くのプレイヤーが使用する。攻撃的なスタイルのプレイヤーに適している。
未進車
ほとんど使われない。

#### 順手炮対直車

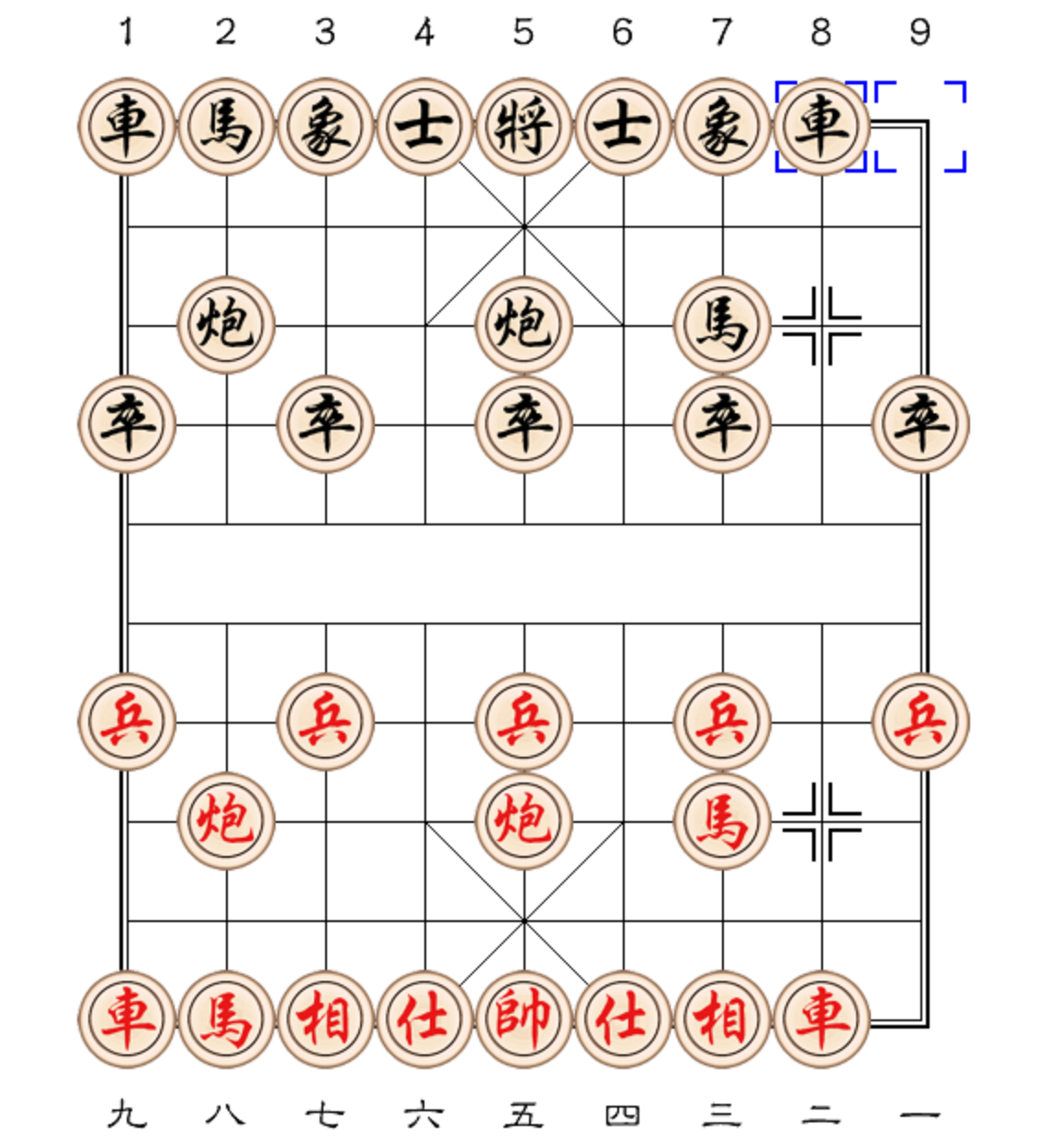
順手炮対直車

順手炮対直車は、車に車をぶつける戦略。ほとんど使われることはない。

### 順手炮横車

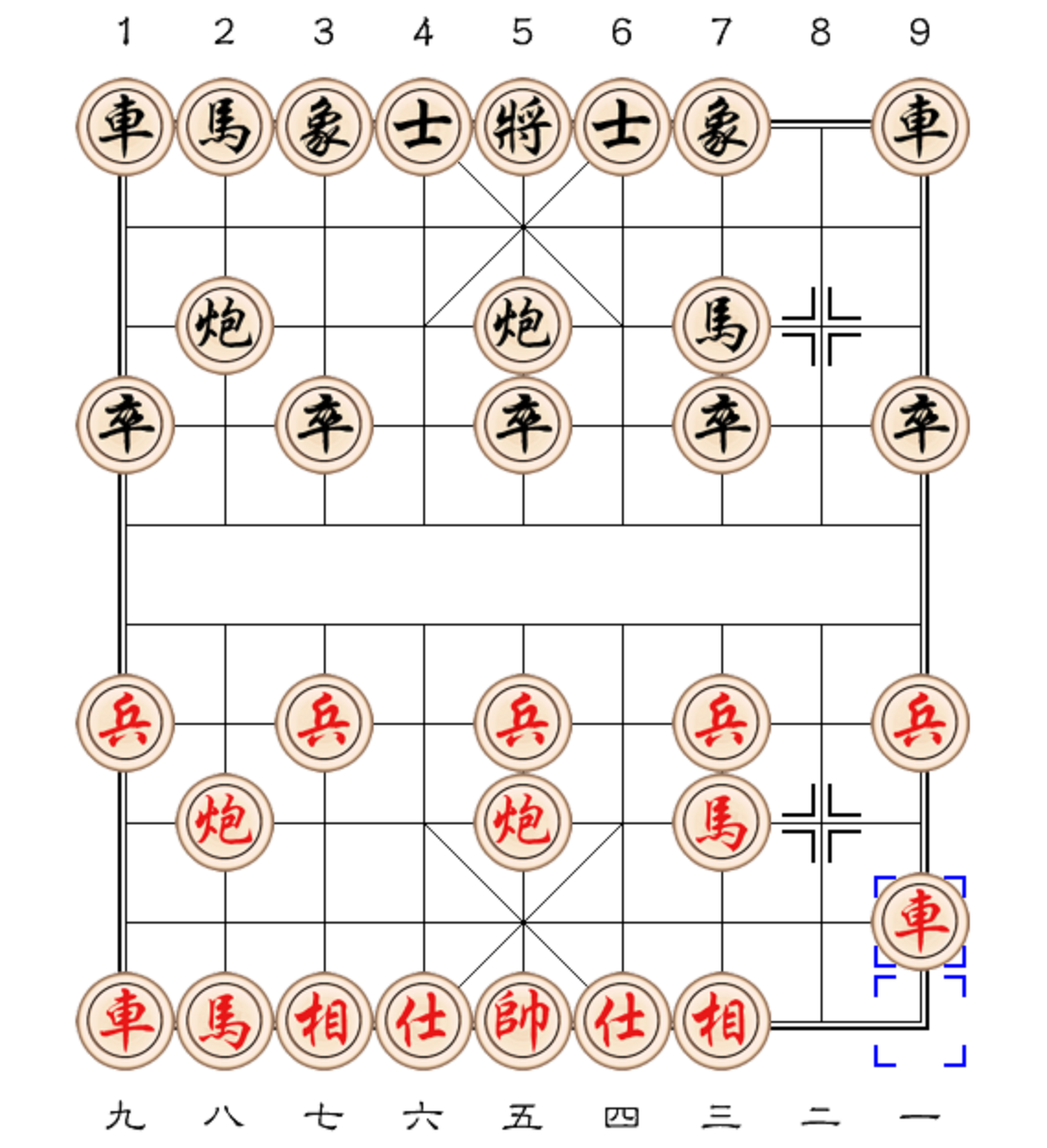
順手炮横車

順手炮横車は長い歴史がある。今日も非常に人気があり、多くのプレイヤーによって使われている。

### 順手炮緩車

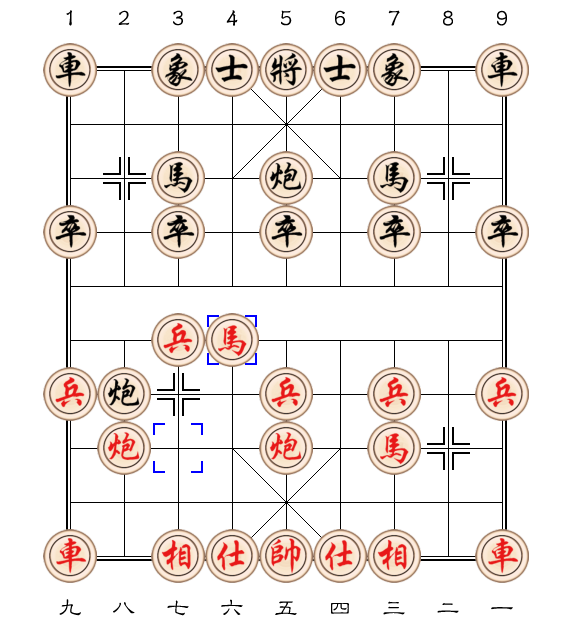
順手炮緩出車

この戦形では車をすぐには動かさず、その他の両翼の戦力をしっかりと展開する。

#### 順手炮緩車と1979年の胡栄華の優勝
1979年9月、胡栄華と傅光明の対局が行われた。これはその年の王者を決める戦いであった。総当たり戦の第8局目であり、2局を残して、傅光明は勝ち点11の首位、胡栄華は勝ち点10の同率2位であり、傅光明は引き分け以上で優勝を決めることができる状況だった。傅光明が初手に中炮を選択した後、胡栄華は2手目に15分以上をかけ、順手炮で応じた。傅光明は最も得意とする五七炮直車平七兵左馬盤河の陣形に構えた一方で、胡栄華は順炮右炮過河緩開車列陣を選択した。胡栄華はこの対局に勝利し、大会でも優勝した。これで10度目の全国チャンピオンとなってことで「十連覇」と称されることとなった。